# Béhasque-Lapiste
Béhasque-Lapiste é uma comuna francesa na região administrativa da Nova Aquitânia, no departamento dos Pirenéus Atlânticos. Estende-se por uma área de 5,68 km². Em 2010 a comuna tinha 524 habitantes (densidade: 92,3 hab./km²).